# Eugénie de Grèce
Vous lisez un « bon article » labellisé en 2019.
Eugénie de Grèce (en grec moderne : Ευγενία της Ελλάδας), princesse de Grèce et de Danemark puis, par ses mariages successifs, princesse Radziwill et princesse de Tour et Taxis, est née le 10 février 1910 à Paris, en France, et morte le 13 février 1989 à Genève, en Suisse. Elle est un membre de la famille royale de Grèce, une biographe et une traductrice proche de Sigmund Freud et du milieu psychanalytique français.
Fille de Georges de Grèce et de Marie Bonaparte, la princesse Eugénie passe l'essentiel de sa jeunesse en France. Issue d'une famille fortunée mais éloignée du trône depuis longtemps, elle grandit aux côtés de personnalités brillantes, parmi lesquelles Roland Bonaparte, Aristide Briand ou Rudolph Loewenstein. Atteinte d'une pleurésie à l'âge de seize ans, Eugénie traverse plusieurs années difficiles, qui la conduisent à suivre un long traitement à Leysin, en Suisse. Complètement guérie en 1933, elle effectue alors de nombreux voyages en Europe et en Amérique avec sa mère. Dans le même temps, elle entreprend une analyse et devient une intime de Sigmund Freud et de sa famille.
Mariée, en 1938, au prince polonais Dominique Radziwill, Eugénie donne le jour à deux enfants, Tatiana (1939) et Georges (1942). Elle publie, par ailleurs, la traduction d'un livre de sa mère, consacré à leur chow-chow Topsy (1940). Avec la Seconde Guerre mondiale et la mise en place du régime de Vichy, la famille fuit la France. Exilée en Afrique du Sud, Eugénie y travaille comme infirmière dans un hôpital. Revenus en Europe à la Libération, la princesse et son époux décident de se séparer et leur divorce est prononcé en 1946. Eugénie reprend alors ses voyages avec sa mère et assiste à de nombreux événements liés à la vie du gotha.
Remariée, en 1949, au prince Raymond de Tour et Taxis, Eugénie a, avec lui, un troisième enfant, le prince Charles-Alexandre (1952). Cependant, cette union périclite également et le couple divorce en 1965. Pendant longtemps, la princesse se consacre à sa famille et effectue de nombreux séjours en France et à l'étranger. Au fil des années, elle entreprend aussi des recherches historiques, qui la conduisent à écrire les biographies de deux membres de sa famille, son arrière-grand-père Pierre-Napoléon Bonaparte (1963) et son petit-cousin le tsarévitch Alexis de Russie (1990).
Frappée par la maladie d'Alzheimer sur ses vieux jours, la princesse Eugénie meurt en 1989, non sans avoir connu ses cinq petits-enfants. Elle est enterrée auprès de son deuxième mari, au château de Duino, en Italie.

## Famille

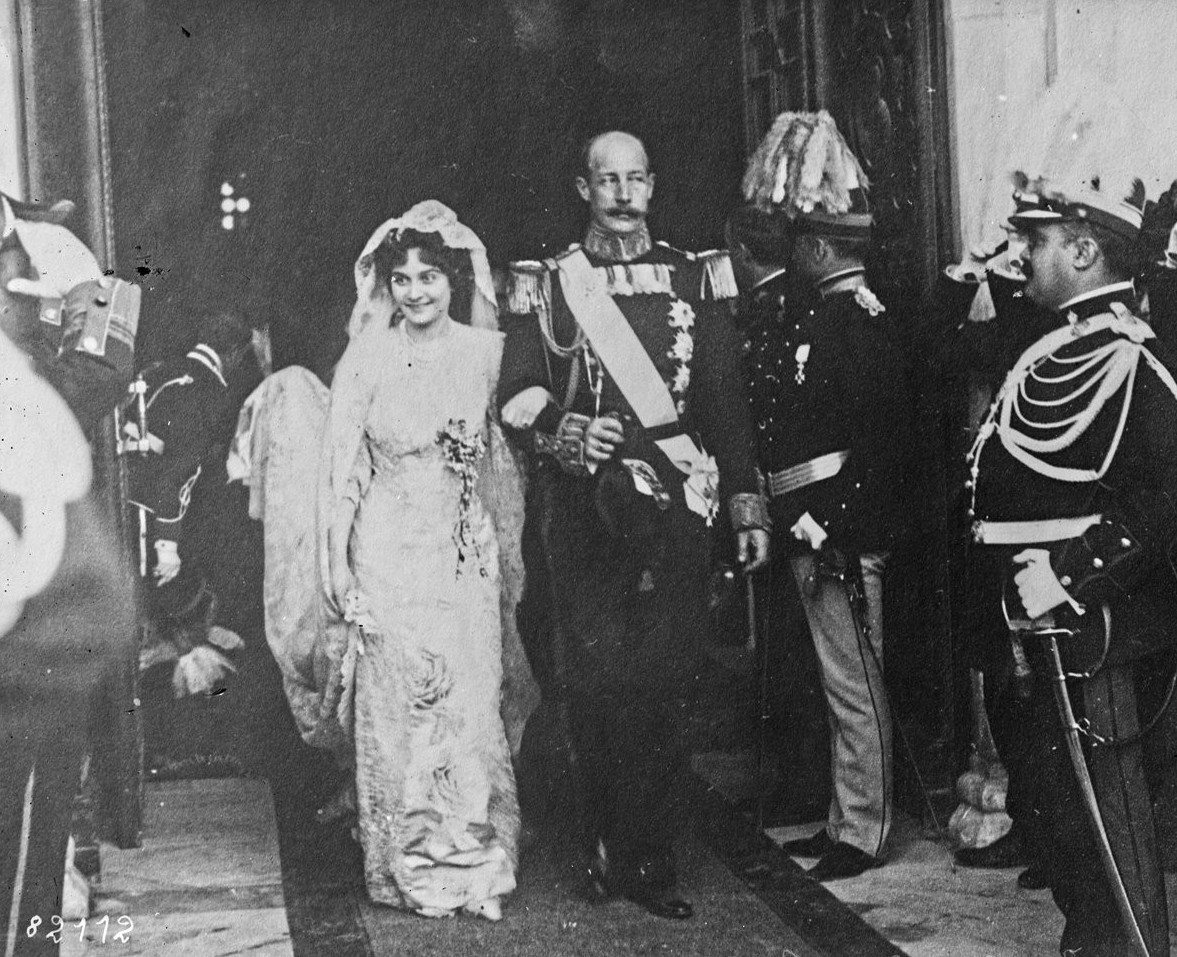
Marie Bonaparte et Georges de Grèce, parents de la princesse Eugénie (1907).

La princesse Eugénie est la fille du prince Georges de Grèce (1869-1957) et de son épouse la princesse française Marie Bonaparte (1882-1962). Par son père, elle est donc la petite-fille du roi Georges Ier de Grèce (1845-1913) et de la grande-duchesse Olga Constantinovna de Russie (1851-1926) tandis que, par sa mère, elle a pour grands-parents le prince Roland Bonaparte (1858-1924) et son épouse Marie-Félix Blanc (1859-1882).
Le 30 mai 1938, la princesse Eugénie épouse, à Paris, le prince polonais Dominique Radziwill (1911-1976), lui-même fils du prince Jérôme Radziwill (1885-1945) et de sa femme l'archiduchesse Renée d'Autriche-Teschen (1888-1935).
De cette union, qui se termine par un divorce en 1946, naissent deux enfants :
- Tatiana Radziwill (1939), princesse Radziwill, épouse, en 1966, le cardiologue français Jean « John » Henri Fruchaud (1937), fils du chirurgien Henri Fruchaud (1894-1960). D'où :
  - Fabiola Fruchaud (1967), épouse Thierry Hermann (1965) avant de divorcer et de se remarier à Didier Fradin (1959). D'où une fille, Titiana Hermann (1996), et un fils, Édouard Fradin (2007) ;
  - Alexis Fruchaud (1969), épouse Natalie Chandler. D'où une fille, Thalia Fruchaud (2008).
- Georges Radziwill (1942-2001), prince Radziwill, épouse, en 1985, Françoise Lageat (1931-1992), fille de la compositrice Germaine Tailleferre (1892-1983).

Le 28 novembre 1949, Eugénie de Grèce se remarie au prince Raymond de Tour et Taxis (1907-1986), deuxième duc de Castel Duino. Issu de la branche italienne de la maison de Tour et Taxis, Raymond est le fils d'Alexandre de Tour et Taxis (1881-1937), prince de Tour et Taxis, et de son épouse la princesse belge Marie de Ligne (1885-1971).
De cette seconde union, qui se termine également par un divorce en 1965, naît un enfant :
- Charles-Alexandre de Tour et Taxis (1952) (en), troisième duc de Castel Duino, épouse Véronique Lantz (1951). D'où trois enfants :
  - Dimitri de Tour et Taxis (1977), prince de Tour et Taxis, épouse Elinor de Pret Roose de Calesberg (1981). D'où un fils, Alexandre de Tour et Taxis (2017) ;
  - Maximilien de Tour et Taxis (1979), prince de Tour et Taxis ;
  - Constanza de Tour et Taxis (1989), princesse de Tour et Taxis.

## Biographie

### Jeunesse

#### Une enfance dorée

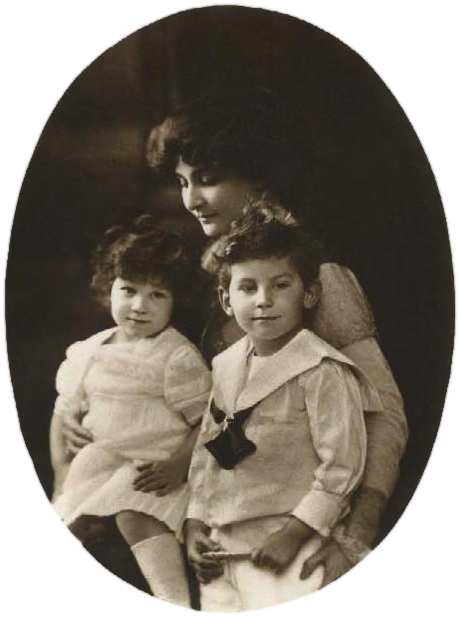
La princesse Eugénie, enfant, aux côtés de sa mère, Marie Bonaparte, et de son frère, Pierre de Grèce (1912).

Née dans la capitale française le 10 février 1910, Eugénie de Grèce reçoit pour marraine l'ancienne impératrice des Français Eugénie de Montijo, veuve de Napoléon III. La princesse passe la majeure partie de son enfance et de son adolescence entre Saint-Cloud et l’avenue d'Iéna, à Paris, où sa mère et son grand-père maternel, le prince Roland Bonaparte, possèdent plusieurs résidences. Les liens de l’enfant avec la Grèce sont par contre beaucoup plus distants. La Première Guerre mondiale, avec ses conséquences néfastes pour la famille royale hellène,, et surtout la proclamation de la république à Athènes en 1924, éloignent pour longtemps la petite fille de sa patrie. Entre 1912 et 1936, elle ne revoit ainsi jamais la Grèce. La princesse Eugénie connaît finalement bien mieux le Danemark, pays de son arrière-grand-père paternel, le roi Christian IX. Pendant de nombreuses années, elle se rend en effet, chaque été, avec sa famille, au château de Bernstorff, à Gentofte, chez son grand-oncle, le prince Valdemar. Ce dernier entretient en effet, depuis 1883, une relation amoureuse avec le père d'Eugénie. La petite fille et son frère Pierre appellent affectueusement le prince Papa Two (« Papa deux »),.
Avec leur progéniture, Georges de Grèce et Marie Bonaparte se montrent à la fois chaleureux et distants. L’arrière-petite-nièce de Napoléon Ier a perdu sa mère, Marie-Félix Blanc, peu après sa naissance et ses relations avec son propre père, Roland Bonaparte, n’ont jamais été faciles. Elle a donc parfois du mal à savoir comment se comporter avec ses enfants et se montre tantôt lointaine, tantôt étouffante. Malgré ses principes égalitaires, la princesse favorise par ailleurs son fils, ce qui n'est pas sans faire naître de la jalousie chez Eugénie,. De son côté, le prince Georges aurait préféré avoir un deuxième fils plutôt qu'une fille et Eugénie se sent longtemps mal aimée de lui. Comme tous les enfants princiers de leur génération, la princesse et son frère sont également confiés au soin de domestiques et leur gouvernante anglaise, Violet Croisdale (surnommée tendrement « Croisy »), joue un rôle important, mais pas toujours positif, dans leur éducation.
Eugénie et son frère aîné reçoivent une éducation libérale, largement supervisée par leur mère. D’abord confiés aux soins d’un précepteur suisse, Henri Hoesli, les enfants étudient ensuite dans des lycées publics, ce qui est très atypique, dans le milieu des familles princières. Seule leur formation religieuse est assurée par leur père, orthodoxe strict et fervent. La princesse et son frère ont, par ailleurs, la chance de grandir dans un milieu cultivé, où ils côtoient nombre de personnalités brillantes. Dès l'âge de deux ans, Eugénie rencontre ainsi l’écrivain Rudyard Kipling, auteur du Livre de la jungle,. Plus tard, en 1924, elle passe des vacances avec le sinologue George Soulié de Morant, qui lui enseigne un peu de chinois. Au fil des années, elle fréquente aussi le président du Conseil Aristide Briand, qui est longtemps l’amant de sa mère, le père de la psychanalyse Sigmund Freud, dont Marie Bonaparte devient bientôt la disciple, ou encore le psychanalyste Rudolph Loewenstein, un autre amant de sa mère.

#### Une adolescence marquée par la maladie… et la psychanalyse
Le décès du prince Roland Bonaparte, en 1924, et les bouleversements intérieurs qu'il fait naître chez Marie Bonaparte marquent le début d'une période difficile dans la vie de la princesse Eugénie. En 1925, l'arrière-petite-nièce de Napoléon Ier quitte sa famille durant plusieurs mois pour suivre, à Vienne, une analyse auprès de Sigmund Freud. Pendant cette période, Eugénie se sent d'autant plus abandonnée par sa mère que ses relations avec le prince Georges sont de plus en plus froides et distantes. Après le retour de Marie Bonaparte à Paris, l'adolescente s'imagine pouvoir l'accompagner en Autriche à l'occasion de son prochain séjour, mais cette dernière doit l'en détromper car son père refuse de la voir quitter la France. En dépit de cette opposition, Eugénie et son frère font finalement la connaissance de Freud et de sa famille en juillet 1926 et les enfants s'en montrent ravis. Cela n'empêche pas les deux adolescents de continuer à déplorer les longues absences de leur mère.

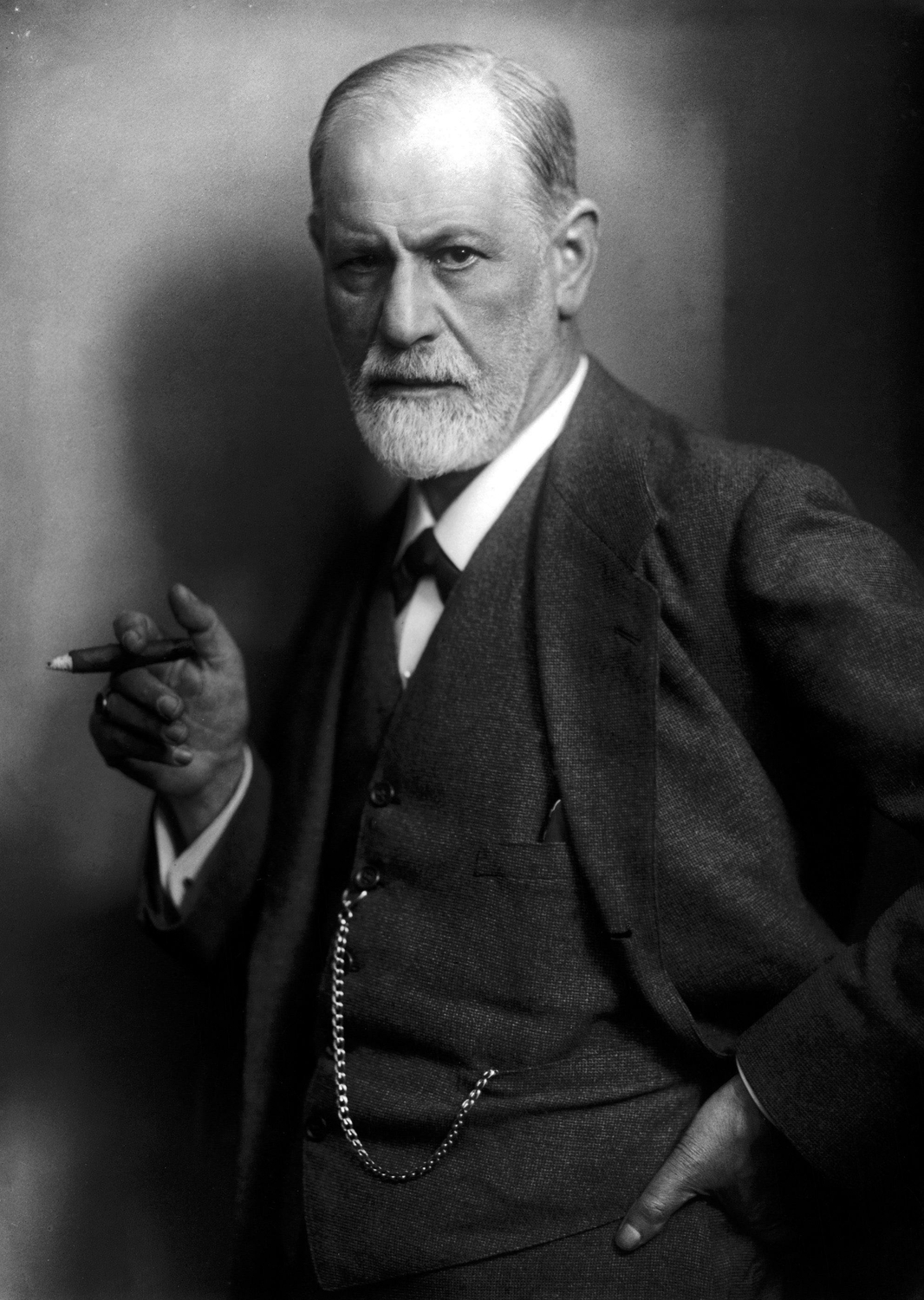
Sigmund Freud, intime de la princesse Eugénie (1922).

Lors du cinquième voyage de Marie Bonaparte auprès de Freud, en novembre 1926, la santé d'Eugénie se dégrade subitement. Après avoir d'abord envisagé une jaunisse, son médecin, le Dr Charles Talamon, diagnostique une pleurésie. Face à la gravité de la situation, sa mère revient immédiatement à Paris pour la soigner. D'abord traitée en France, Eugénie est ensuite envoyée en maison de repos à Leysin, en Suisse, durant l'été 1927. Placée sous la garde de « Croisy », sa gouvernante anglaise, la princesse y reçoit des visites régulières de sa mère.
L'état de sa fille ne s'améliorant pas, Marie Bonaparte l'installe finalement dans une maison de la commune, La Pyrole, et embauche, à son service, une cuisinière, une fille de cuisine, une femme de chambre et un chauffeur. Contrainte à rester alitée durant de longues périodes, Eugénie se distrait par la lecture, et dévore l'œuvre de Dickens. Elle obtient, par ailleurs, l'autorisation de ses parents d'adopter un couple de chow-chow, race canine qui joue, par la suite, un rôle si important dans la vie de sa famille que Marie Bonaparte consacre un livre entier à l'un de ses chiens, Topsy. Au fil de ses séjours suisses, Marie Bonaparte se rapproche de sa fille, dont elle considère que c'est la seule personne qui la comprenne vraiment. Pourtant, de son côté, Eugénie continue à éprouver le sentiment que sa mère ne s'intéresse pas à elle.
Pendant les années qui suivent, Eugénie suit de nombreux examens médicaux et reçoit différents traitements, mais sa santé reste délicate. Dans ces conditions, elle ne quitte la Suisse qu'à l'occasion de courts séjours avec sa mère. En août 1929, elle retourne ainsi en Autriche pour retrouver les Freud et participer au festival de Salzbourg. En mars 1930, elle passe des vacances au Lys de Mer, à Saint-Tropez. En février 1931, elle se rend à nouveau à Vienne. En mars 1932, elle assiste aux funérailles d'Aristide Briand, à Paris. Quelques mois plus tard, en décembre, elle se rend au Danemark, pour assister aux noces d'argent de ses parents. Pendant ce voyage, son état empire et elle doit être hospitalisée en urgence. Ce n'est finalement qu'en octobre 1933 qu'elle commence à reprendre une vie normale.
Malgré la maladie, Eugénie conserve un tempérament joyeux et fantasque. Sous l'influence de sa mère, elle se passionne pour la psychanalyse et entame une thérapie, qui l'amène à rompre brusquement tout lien avec Violet Croisdale, qu'elle accuse de l'écraser (1932). Au fil des années, la princesse devient par ailleurs une intime de Sigmund Freud, avec qui elle entretient une correspondance régulière. Comme sa mère, elle intègre même le petit cercle des disciples du médecin, ce qui lui vaut de recevoir une bague ornée d'une intaille, symbole d'estime et de confiance.

#### Voyages en Europe et en Amazonie

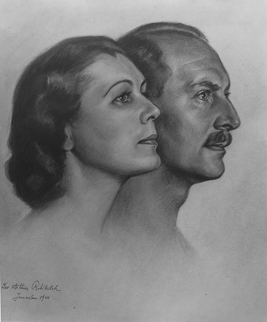
Irène et Pierre de Grèce par Leo Arthur Robitschek.

En 1934, Eugénie assiste, à Londres, au mariage du duc de Kent avec sa cousine, la princesse Marina de Grèce, dont elle est l'une des demoiselles d'honneur.
En 1935, le roi Georges II, cousin germain d'Eugénie, est rappelé au pouvoir en Grèce après douze ans d'exil. Avant son retour à Athènes, le souverain invite sa famille à le rejoindre à Londres et la princesse se rend ainsi au Royaume-Uni en octobre avec ses parents et son frère Pierre. À cette époque, les relations de la princesse et de son aîné se compliquent. En dépit d'une certaine rivalité, Eugénie s'est toujours montrée très proche de lui. Cependant, la relation amoureuse que le prince entretient avec une divorcée, Irène Ovtchinnikova, à partir de 1935, le conduit à s'éloigner de ses proches et à se brouiller momentanément avec sa sœur et sa mère.
Après son séjour en Angleterre, Eugénie passe les fêtes de fin d'année avec Marie Bonaparte au Lys de mer, à Saint-Tropez. Quelques mois plus tard, en août 1936, la princesse part pour le Brésil avec sa mère. Arrivées à Belem le 22, elles entreprennent alors une croisière sur l'Amazone qui les conduit jusqu'à Manaus. Émerveillée par la nature qu'elle découvre, et notamment par les perroquets qu'elle adore, Eugénie connaît aussi son premier flirt sur le bateau qui les conduit. Leur voyage terminé, les deux princesses gagnent Madère puis Lisbonne, avant de rentrer à Paris le 20 septembre.
En novembre suivant, Eugénie et sa famille partent en Grèce pour assister aux cérémonies entourant le retour des cendres du roi Constantin Ier et des reines Olga de Russie et Sophie de Prusse, tous trois morts en exil. C'est la première fois que la princesse et son frère reviennent dans le pays depuis les guerres balkaniques. Après ce premier séjour, Eugénie visite également la Crète en compagnie de sa famille en avril 1937.
Quelques semaines plus tard, la princesse assiste au couronnement du roi George VI du Royaume-Uni. Puis, à l'automne 1937, elle retourne une nouvelle fois à Vienne, en Autriche. Elle y reste jusqu'à Noël pour continuer sa thérapie avec Sigmund Freud. Satisfait du travail de sa patiente, le praticien déclare alors que la princesse « a le sens de ce qu'est l'analyse ».

### Princesse Radziwill

#### Mariage et maternité

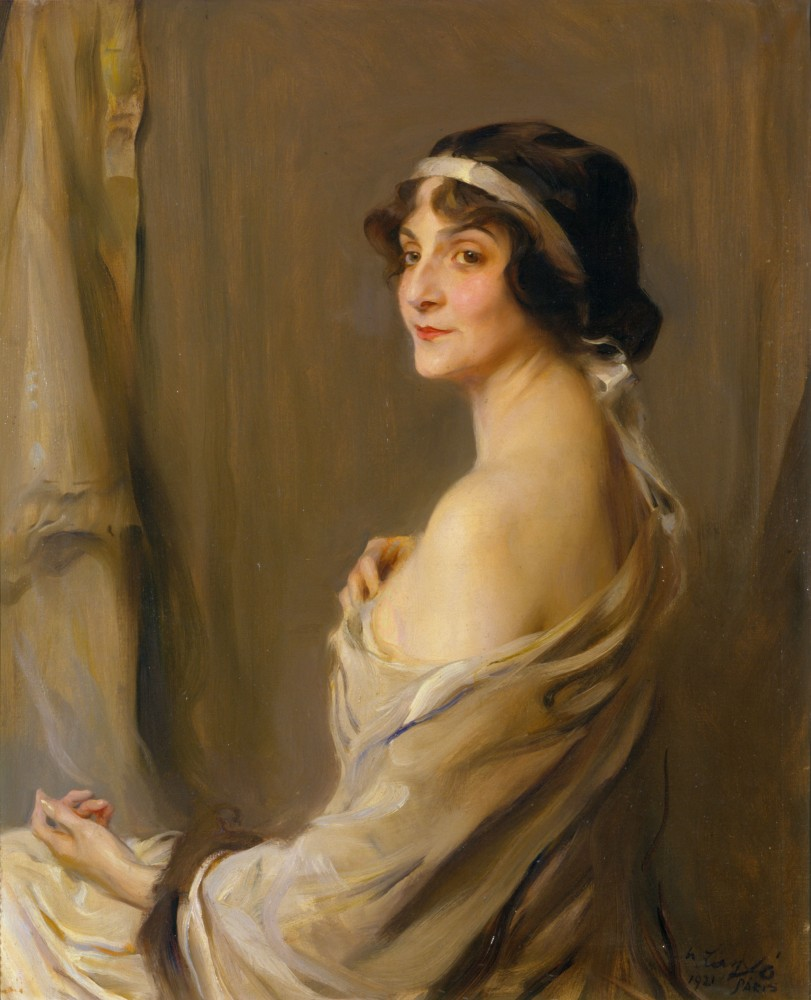
Portrait de Marie Bonaparte par Philip de László (1921).

Le 18 février 1938, Eugénie se fiance officiellement au prince Dominique Radziwill, dont la famille est originaire de Pologne. Satisfait de l'attitude de sa fille, qui fait le choix de s'unir à un homme de son milieu, le prince Georges de Grèce se montre plus gentil avec elle. Quelques semaines plus tard, le 11 mars, l'invasion de l'Autriche par le Troisième Reich vient cependant ternir la joie de la princesse et de ses proches, qui s'inquiètent pour la situation de Sigmund Freud et de sa famille. Déterminée à sauver son maître à penser, Marie Bonaparte se rend alors plusieurs semaines à Vienne pour organiser sa fuite au Royaume-Uni.
L'union d'Eugénie et de Dominique est célébrée, le 30 mai 1938, à l'église Saint-Louis-des-Invalides en présence de nombreux proches, parmi lesquels Valdemar de Danemark et Violet Croisdale,. Freud n'assiste pas au mariage mais il rend visite à la famille du jeune couple, à Paris, immédiatement après être parvenu à quitter l'Autriche, le 5 juin.
Après leurs épousailles, Eugénie et Dominique embarquent sur l’Île-de-France pour une lune de miel aux États-Unis. De retour en Europe, ils séjournent au Lys de mer auprès de Marie Bonaparte, en septembre 1938. Radieuse, Eugénie profite de cette période pour traduire, en anglais, le livre écrit par sa mère à propos de son chow-chow Topsy, victime d'un cancer. Par la suite, Eugénie et son époux s'installent en Normandie. La princesse tombe enceinte mais sa grossesse se passe difficilement, ce qui l'oblige à passer une longue période alitée. Sa mère lui achète alors une propriété, le Val-Saint-Martin, située dans la commune de Beaumont-le-Roger. Finalement, Eugénie accouche, à la clinique Saint-Hilaire de Rouen, d'une petite fille, prénommée Tatiana, le 28 août 1939,.

#### Seconde Guerre mondiale

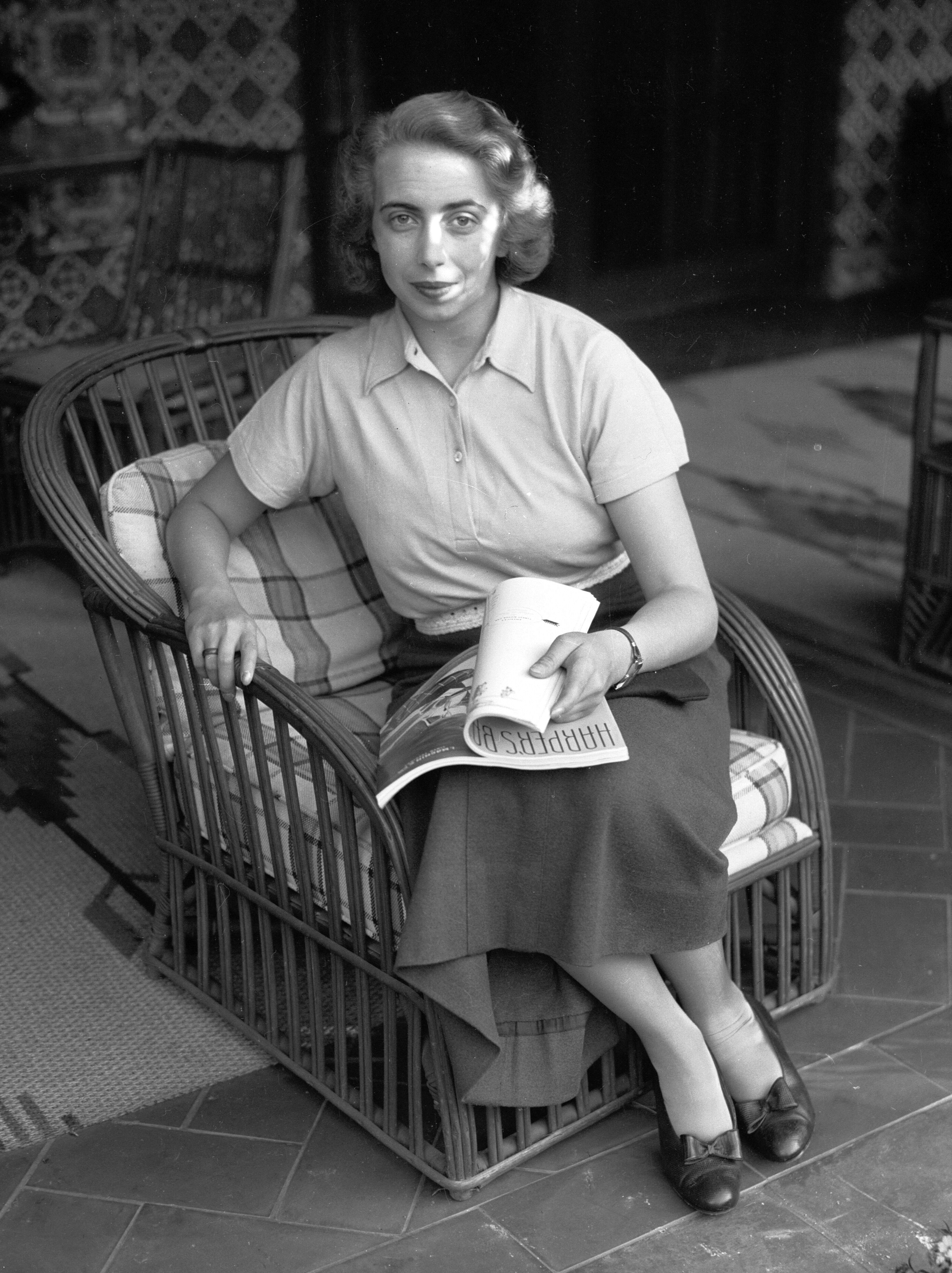
Catherine de Grèce en 1935.

Quelques jours après la naissance de la princesse Tatiana, l'Allemagne nazie envahit la Pologne et déclenche ainsi la Seconde Guerre mondiale. Désireux d'aider son pays, Dominique Radziwill s'engage, fin septembre, dans la Légion polonaise basée à Coëtquidan tandis qu'Eugénie reste au Val-Saint-Martin avec leur fille. Avec la débâcle de l'été 1940, cependant, le prince Radziwill est démobilisé et le jeune couple se retrouve en Normandie, avant de fuir vers le sud et de trouver refuge à Saint-Tropez, au Lys de mer, en juin.
Après la signature de l'armistice et la mise en place du régime de Vichy, les Radziwill décident de quitter la France. Dans un premier temps, ils gagnent l'Égypte, avant de poursuivre leur route jusqu'à Lourenço Marques, au Mozambique, et de s'installer ensuite à Durban, en Afrique du Sud. Quelques mois plus tard, le 8 juillet 1941, ils sont rejoints par les parents d'Eugénie ainsi que par d'autres membres de la famille royale de Grèce, chassés de leur pays par les forces de l'Axe. Par la suite, les exilés établissent leur résidence au Cap,, où Eugénie et sa cousine Catherine de Grèce s'engagent comme infirmières à l'hôpital Saint-Dunstan,,.
Une seconde grossesse oblige cependant Eugénie à retrouver le lit pendant six mois. Hospitalisée début octobre 1942, elle accouche, un mois plus tard, d'un petit garçon, prénommé Georges (ou Jerzy, en polonais),. En dépit de cette naissance, les liens de la princesse de Grèce et de son mari se distendent et, une fois la guerre terminée, les deux époux décident de se séparer,.

### Divorce et remariage

#### Voyages en Europe et en Amérique du Nord

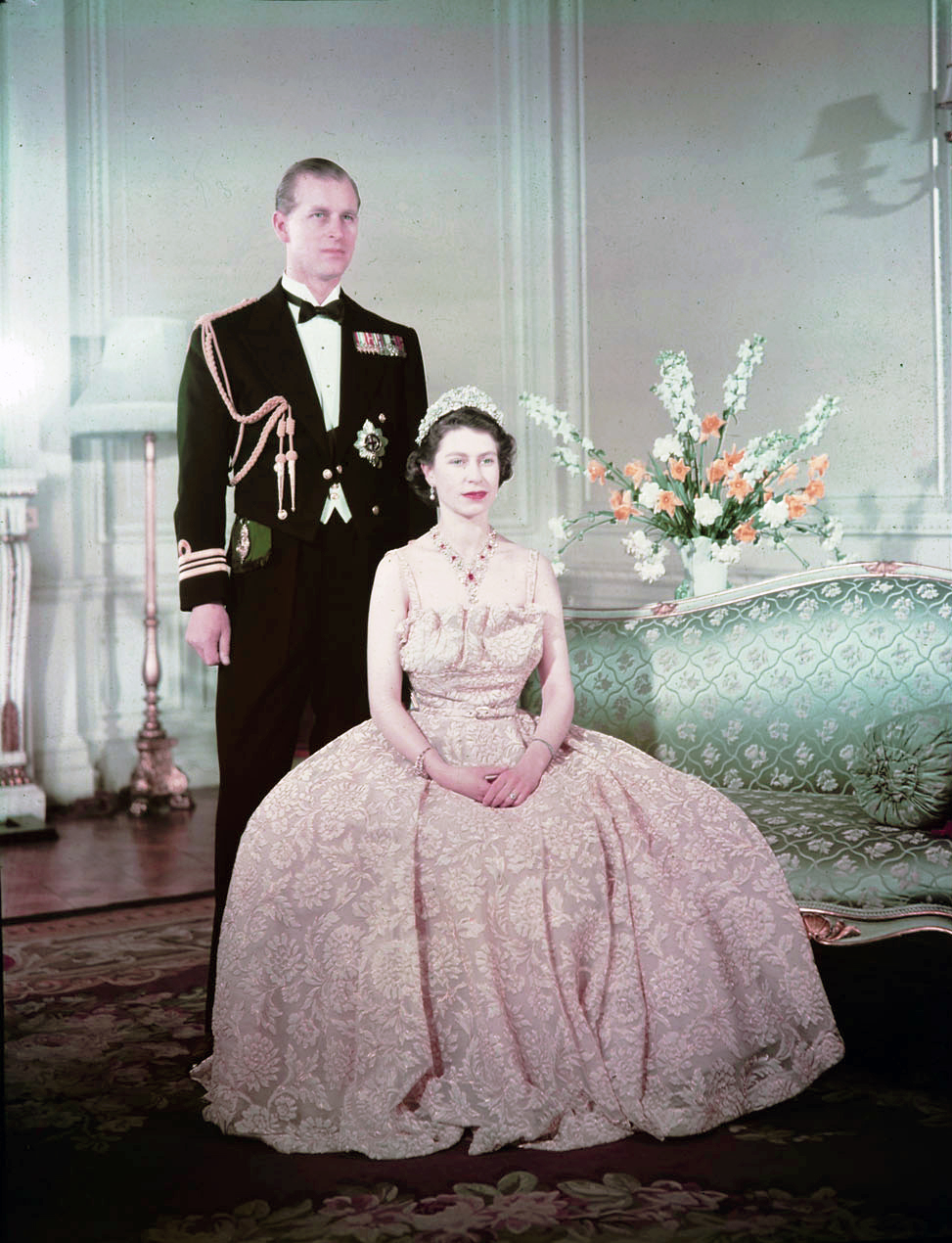
Le prince Philip et la future Élisabeth II (1950).

Rentrée en Europe durant l'été 1945, la princesse Eugénie s'installe avec ses enfants au Lys de mer, résidence tropézienne de Marie Bonaparte. Après quelques semaines, Dominique Radziwill l'y rejoint et le couple annonce alors sa décision de divorcer. En attendant la dissolution de son mariage, Eugénie part en voyage à Londres avec ses enfants. Puis, le petit groupe embarque, le 31 décembre 1945, pour un périple en Amérique du Nord organisé par Marie Bonaparte. Après un bref passage au Canada, la famille arrive à New York le 16 janvier 1946. Elle reste ensuite aux États-Unis jusqu'à début mars, moment où Eugénie et ses enfants reprennent la mer pour la France.
En 1947, Eugénie effectue de nouveaux voyages avec ses enfants et ses parents. Elle se trouve ainsi en Corse au moment où Georges II de Grèce meurt à Athènes, ce qui l'empêche d'assister aux funérailles de son cousin. Quelques semaines plus tard, elle se rend au Danemark pour les obsèques de Christian X. Puis, à la fin de l'année, elle assiste au mariage de la future Élisabeth II du Royaume-Uni avec un autre de ses cousins, Philip Mountbatten (né Philippe de Grèce), qui a vécu quatre ans à Saint-Cloud avec sa famille durant son enfance,.

#### Remariage et vie familiale
Son divorce ayant été prononcé le 27 février 1946 et Dominique Radziwill s'étant lui-même remarié l'année suivante, la princesse Eugénie songe progressivement à refaire sa vie. En mars 1949, elle fait connaître à ses parents sa volonté d'épouser le prince Raymond de Tour et Taxis, duc de Castel Duino. Ce dernier fait bonne impression à sa famille mais il est catholique, alors qu'Eugénie n'est pas du tout religieuse. Ayant reçu la bénédiction de ses parents, la princesse demande la reconnaissance de nullité de sa précédente union auprès du Vatican. Cependant, la papauté tarde à accéder à sa requête et les deux amoureux doivent se résoudre à s'unir sous le rite orthodoxe. Ce n'est, en effet, qu'en 1952 que la nullité est reconnue.
L'union d'Eugénie et du prince Raymond est donc célébrée par l'archevêque-primat de Grèce Spyridon Ier, dans la chapelle du palais royal d'Athènes, le 28 juin 1949,. Après la cérémonie, qui réunit de nombreuses personnalités du gotha, le couple part pour un voyage de noces de deux mois, qui débute en Turquie. De retour en France, le couple établit sa résidence principale à Grasse, où il occupe le château de Malbosc,. Quelques années plus tard, en 1952, Eugénie donne le jour à un troisième enfant, le prince Charles-Alexandre de Tour et Taxis,.
Mère attentionnée, très préoccupée par les problèmes de santé de son fils aîné, Eugénie donne à ses enfants une éducation moderne tout en veillant à leur faire découvrir l'univers des familles royales. D'abord scolarisés ensemble à Grasse, le prince et la princesse Radziwill sont ensuite séparés par leurs études. Tandis que Tatiana intègre un lycée public, Georges est envoyé en pensionnat aux Roches, un établissement privé situé en Normandie, puis dans un internat suisse, à Villars-sur-Ollon.

#### Voyages et deuils
Au fil des années, Eugénie et ses proches effectuent de nombreux séjours à l'étranger. En 1951, ils se rendent ainsi en Italie et en Grèce à bord de l'Orient-Express. En 1953, ils assistent au couronnement de la reine Élisabeth II à Londres. Enfin, en 1954, ils participent à la première édition de la croisière des rois, organisée par la reine des Hellènes Frederika de Hanovre en Méditerranée.
En novembre 1957, Eugénie veille son père, le prince Georges de Grèce, pendant sa longue agonie. Elle assiste ensuite à ses funérailles successives, à Paris et à Tatoï, en Grèce. Toujours aussi proche de Marie Bonaparte, Eugénie continue à soutenir son travail. Fin 1959, elle signe ainsi, avec son mari, la pétition qu'elle a lancée pour faire appel de la condamnation à mort du criminel américain Caryl Chessman, sans succès.
En avril 1960, Eugénie et Tatiana accompagnent Marie Bonaparte pour une expédition en Asie qui les conduit successivement à Ceylan, en Thaïlande, au Cambodge, à Hong Kong et au Japon,. Dans ce dernier pays, le petit groupe se sépare et, tandis qu'Eugénie et sa fille rentrent en France en passant par l'Inde, l'arrière-petite-nièce de Napoléon Ier poursuit sa route jusqu'aux États-Unis, avant de regagner à son tour l'Hexagone. Deux ans après ce voyage, Marie Bonaparte meurt à Saint-Tropez, veillée par sa fille et ses petits-enfants.

### Reconnaissance et déclin

#### Recherches historiques

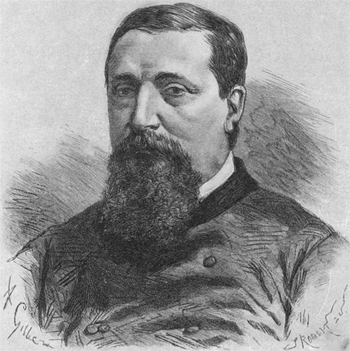
Pierre-Napoléon Bonaparte, sujet d'étude d'Eugénie.

Après plusieurs années de recherches, Eugénie publie, en 1963, une biographie de son arrière-grand-père maternel, le prince Pierre-Napoléon Bonaparte, célèbre pour avoir assassiné le journaliste Victor Noir, en 1870,. Bien reçu par la critique, ce travail obtient, l'année suivante, le prix Broquette-Gonin de l'Académie française.
À la suite de la mort de sa mère, en 1962, la princesse Eugénie s'attelle au rangement et au classement des papiers de sa famille. Dans la cave de la maison de Saint-Cloud, elle découvre alors, dans une vieille boîte en fer blanc, des pages du journal intime du tsarévitch Alexis de Russie, accompagnées de lettres et de photographies montrant la famille impériale durant son emprisonnement à Tobolsk. Surprise par cette trouvaille, Eugénie entreprend de longues recherches sur son petit-cousin, qui aboutissent à la publication d'un livre posthume, en 1990.
Parallèlement à son propre travail, Eugénie reçoit avec bienveillance les chercheurs qui frappent à sa porte. Pendant plusieurs années, la princesse laisse, par exemple, à l'écrivaine Célia Bertin un libre accès aux archives de sa famille. C'est ainsi que naît sa biographie de Marie Bonaparte, publiée pour la première fois en 1982,.

#### Une vie discrète
En 1964, Eugénie de Grèce et sa voisine, Anne Troisier de Diaz, fondent, à Saint-Tropez, l’Association pour la protection des sites naturels et historiques de la Moutte, des Salins et des Cannebiers, dont le but est la conservation du littoral de la cité balnéaire.
Un an plus tard, en mai 1965, la princesse divorce de son second mari. Redevenue célibataire, elle fixe sa résidence principale au domaine des Marronniers, à Saint-Cloud. Dans les années 1970 cependant, elle quitte sa maison pour emménager dans un vaste appartement situé dans la « résidence Marie-Bonaparte », construite sur le terrain de l'ancienne demeure de sa mère. Eugénie continue en outre à séjourner régulièrement à Saint-Tropez, où s'établit plus tard son deuxième fils, Charles-Alexandre de Tour et Taxis.
Eugénie effectue par ailleurs des visites régulières à Athènes, où elle est toujours bien accueillie par la famille royale. De fait, malgré sa très forte proximité avec son frère Pierre, ennemi farouche de la reine Frederika, la princesse maintient des relations chaleureuses avec les souverains successifs.

#### Maladie et décès

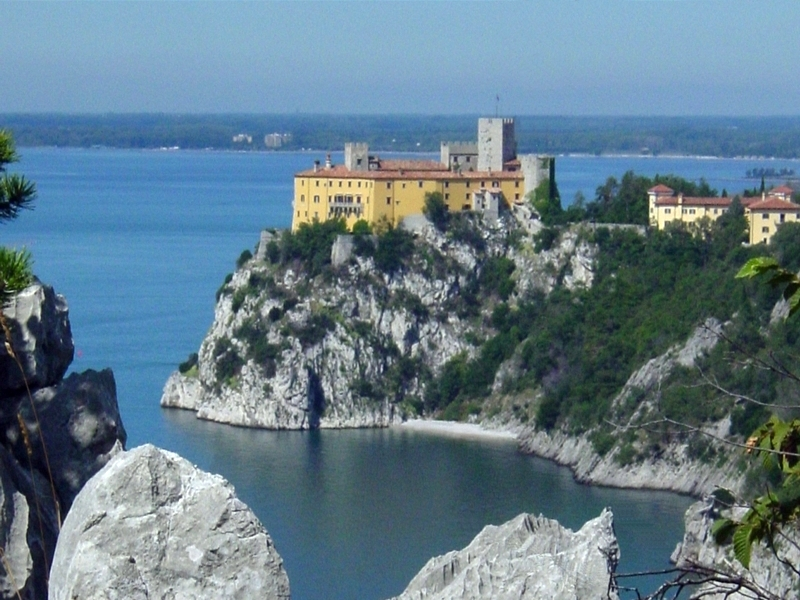
Vue du château de Duino (2006).

Atteinte par la maladie d'Alzheimer durant ses vieux jours, la princesse Eugénie meurt, le 13 février 1989, à Genève, après avoir connu ses cinq petits-enfants.
Malgré son divorce, elle est enterrée auprès de son second époux, au château de Duino, près de Trieste, en Italie. À ses funérailles, assistent plusieurs personnalités du gotha, parmi lesquelles la reine Sophie d'Espagne.

## Dans la culture populaire
Le rôle de la princesse Eugénie est interprété par l'actrice Isild Le Besco dans le téléfilm français de Benoît Jacquot Princesse Marie (2004). Le personnage de la princesse apparaît, par ailleurs, dans le roman tiré de ce téléfilm, Princesse Marie, publié par François-Olivier Rousseau la même année.
Le souvenir de la princesse est également conservé au château de Maudétour, dont la « suite Eugénie » rappelle les liens unissant Fabiola Fruchaud-Fradin à sa grand-mère maternelle.

## Généalogie

### Quartiers de la princesse
|  |                                                                      |  |  |  |  |  |  |  |  |  |  |  |  |  |  |  |
|  | 16. Frédéric-Guillaume de Schleswig-Holstein-Sonderbourg-Glücksbourg |  |  |  |  |  |  |  |  |  |  |  |  |  |  |  |
|  |                                                                      |  |  |  |  |  |  |  |  |  |  |  |  |  |  |  |
|  |                                                                      |  |  |  |  |  |  |  |  |  |  |  |  |  |  |  |
|  | 8. Christian IX de Danemark                                          |  |  |  |  |  |  |  |  |  |  |  |  |  |  |  |
|  |                                                                      |  |  |  |  |  |  |  |  |  |  |  |  |  |  |  |
|  |                                                                      |  |  |  |  |  |  |  |  |  |  |  |  |  |  |  |
|  | 17. Louise-Caroline de Hesse-Cassel                                  |  |  |  |  |  |  |  |  |  |  |  |  |  |  |  |
|  |                                                                      |  |  |  |  |  |  |  |  |  |  |  |  |  |  |  |
|  |                                                                      |  |  |  |  |  |  |  |  |  |  |  |  |  |  |  |
|  | 4. Georges Ier de Grèce                                              |  |  |  |  |  |  |  |  |  |  |  |  |  |  |  |
|  |                                                                      |  |  |  |  |  |  |  |  |  |  |  |  |  |  |  |
|  |                                                                      |  |  |  |  |  |  |  |  |  |  |  |  |  |  |  |
|  | 18. Guillaume de Hesse-Cassel                                        |  |  |  |  |  |  |  |  |  |  |  |  |  |  |  |
|  |                                                                      |  |  |  |  |  |  |  |  |  |  |  |  |  |  |  |
|  |                                                                      |  |  |  |  |  |  |  |  |  |  |  |  |  |  |  |
|  | 9. Louise de Hesse-Cassel                                            |  |  |  |  |  |  |  |  |  |  |  |  |  |  |  |
|  |                                                                      |  |  |  |  |  |  |  |  |  |  |  |  |  |  |  |
|  |                                                                      |  |  |  |  |  |  |  |  |  |  |  |  |  |  |  |
|  | 19. Louise-Charlotte de Danemark                                     |  |  |  |  |  |  |  |  |  |  |  |  |  |  |  |
|  |                                                                      |  |  |  |  |  |  |  |  |  |  |  |  |  |  |  |
|  |                                                                      |  |  |  |  |  |  |  |  |  |  |  |  |  |  |  |
|  | 2. Georges de Grèce                                                  |  |  |  |  |  |  |  |  |  |  |  |  |  |  |  |
|  |                                                                      |  |  |  |  |  |  |  |  |  |  |  |  |  |  |  |
|  |                                                                      |  |  |  |  |  |  |  |  |  |  |  |  |  |  |  |
|  | 20. Nicolas Ier de Russie                                            |  |  |  |  |  |  |  |  |  |  |  |  |  |  |  |
|  |                                                                      |  |  |  |  |  |  |  |  |  |  |  |  |  |  |  |
|  |                                                                      |  |  |  |  |  |  |  |  |  |  |  |  |  |  |  |
|  | 10. Constantin Nikolaïevitch de Russie                               |  |  |  |  |  |  |  |  |  |  |  |  |  |  |  |
|  |                                                                      |  |  |  |  |  |  |  |  |  |  |  |  |  |  |  |
|  |                                                                      |  |  |  |  |  |  |  |  |  |  |  |  |  |  |  |
|  | 21. Charlotte de Prusse                                              |  |  |  |  |  |  |  |  |  |  |  |  |  |  |  |
|  |                                                                      |  |  |  |  |  |  |  |  |  |  |  |  |  |  |  |
|  |                                                                      |  |  |  |  |  |  |  |  |  |  |  |  |  |  |  |
|  | 5. Olga Constantinovna de Russie                                     |  |  |  |  |  |  |  |  |  |  |  |  |  |  |  |
|  |                                                                      |  |  |  |  |  |  |  |  |  |  |  |  |  |  |  |
|  |                                                                      |  |  |  |  |  |  |  |  |  |  |  |  |  |  |  |
|  | 22. Joseph de Saxe-Altenbourg                                        |  |  |  |  |  |  |  |  |  |  |  |  |  |  |  |
|  |                                                                      |  |  |  |  |  |  |  |  |  |  |  |  |  |  |  |
|  |                                                                      |  |  |  |  |  |  |  |  |  |  |  |  |  |  |  |
|  | 11. Alexandra de Saxe-Altenbourg                                     |  |  |  |  |  |  |  |  |  |  |  |  |  |  |  |
|  |                                                                      |  |  |  |  |  |  |  |  |  |  |  |  |  |  |  |
|  |                                                                      |  |  |  |  |  |  |  |  |  |  |  |  |  |  |  |
|  | 23. Amélie de Wurtemberg                                             |  |  |  |  |  |  |  |  |  |  |  |  |  |  |  |
|  |                                                                      |  |  |  |  |  |  |  |  |  |  |  |  |  |  |  |
|  |                                                                      |  |  |  |  |  |  |  |  |  |  |  |  |  |  |  |
|  | 1. Eugénie de Grèce                                                  |  |  |  |  |  |  |  |  |  |  |  |  |  |  |  |
|  |                                                                      |  |  |  |  |  |  |  |  |  |  |  |  |  |  |  |
|  |                                                                      |  |  |  |  |  |  |  |  |  |  |  |  |  |  |  |
|  | 24. Lucien Bonaparte                                                 |  |  |  |  |  |  |  |  |  |  |  |  |  |  |  |
|  |                                                                      |  |  |  |  |  |  |  |  |  |  |  |  |  |  |  |
|  |                                                                      |  |  |  |  |  |  |  |  |  |  |  |  |  |  |  |
|  | 12. Pierre-Napoléon Bonaparte                                        |  |  |  |  |  |  |  |  |  |  |  |  |  |  |  |
|  |                                                                      |  |  |  |  |  |  |  |  |  |  |  |  |  |  |  |
|  |                                                                      |  |  |  |  |  |  |  |  |  |  |  |  |  |  |  |
|  | 25. Alexandrine de Bleschamp                                         |  |  |  |  |  |  |  |  |  |  |  |  |  |  |  |
|  |                                                                      |  |  |  |  |  |  |  |  |  |  |  |  |  |  |  |
|  |                                                                      |  |  |  |  |  |  |  |  |  |  |  |  |  |  |  |
|  | 6. Roland Bonaparte                                                  |  |  |  |  |  |  |  |  |  |  |  |  |  |  |  |
|  |                                                                      |  |  |  |  |  |  |  |  |  |  |  |  |  |  |  |
|  |                                                                      |  |  |  |  |  |  |  |  |  |  |  |  |  |  |  |
|  | 26. Julien Ruflin                                                    |  |  |  |  |  |  |  |  |  |  |  |  |  |  |  |
|  |                                                                      |  |  |  |  |  |  |  |  |  |  |  |  |  |  |  |
|  |                                                                      |  |  |  |  |  |  |  |  |  |  |  |  |  |  |  |
|  | 13. Justine-Éléonore Ruflin                                          |  |  |  |  |  |  |  |  |  |  |  |  |  |  |  |
|  |                                                                      |  |  |  |  |  |  |  |  |  |  |  |  |  |  |  |
|  |                                                                      |  |  |  |  |  |  |  |  |  |  |  |  |  |  |  |
|  | 27. Justine Lucard                                                   |  |  |  |  |  |  |  |  |  |  |  |  |  |  |  |
|  |                                                                      |  |  |  |  |  |  |  |  |  |  |  |  |  |  |  |
|  |                                                                      |  |  |  |  |  |  |  |  |  |  |  |  |  |  |  |
|  | 3. Marie Bonaparte                                                   |  |  |  |  |  |  |  |  |  |  |  |  |  |  |  |
|  |                                                                      |  |  |  |  |  |  |  |  |  |  |  |  |  |  |  |
|  |                                                                      |  |  |  |  |  |  |  |  |  |  |  |  |  |  |  |
|  | 28. Claude Blanc                                                     |  |  |  |  |  |  |  |  |  |  |  |  |  |  |  |
|  |                                                                      |  |  |  |  |  |  |  |  |  |  |  |  |  |  |  |
|  |                                                                      |  |  |  |  |  |  |  |  |  |  |  |  |  |  |  |
|  | 14. François Blanc                                                   |  |  |  |  |  |  |  |  |  |  |  |  |  |  |  |
|  |                                                                      |  |  |  |  |  |  |  |  |  |  |  |  |  |  |  |
|  |                                                                      |  |  |  |  |  |  |  |  |  |  |  |  |  |  |  |
|  | 29. Marie Janin                                                      |  |  |  |  |  |  |  |  |  |  |  |  |  |  |  |
|  |                                                                      |  |  |  |  |  |  |  |  |  |  |  |  |  |  |  |
|  |                                                                      |  |  |  |  |  |  |  |  |  |  |  |  |  |  |  |
|  | 7. Marie-Félix Blanc                                                 |  |  |  |  |  |  |  |  |  |  |  |  |  |  |  |
|  |                                                                      |  |  |  |  |  |  |  |  |  |  |  |  |  |  |  |
|  |                                                                      |  |  |  |  |  |  |  |  |  |  |  |  |  |  |  |
|  | 30. Caspar Hensel                                                    |  |  |  |  |  |  |  |  |  |  |  |  |  |  |  |
|  |                                                                      |  |  |  |  |  |  |  |  |  |  |  |  |  |  |  |
|  |                                                                      |  |  |  |  |  |  |  |  |  |  |  |  |  |  |  |
|  | 15. Marie Hensel                                                     |  |  |  |  |  |  |  |  |  |  |  |  |  |  |  |
|  |                                                                      |  |  |  |  |  |  |  |  |  |  |  |  |  |  |  |
|  |                                                                      |  |  |  |  |  |  |  |  |  |  |  |  |  |  |  |
|  | 31. Catherine Stemler                                                |  |  |  |  |  |  |  |  |  |  |  |  |  |  |  |
|  |                                                                      |  |  |  |  |  |  |  |  |  |  |  |  |  |  |  |
|  |                                                                      |  |  |  |  |  |  |  |  |  |  |  |  |  |  |  |

### La princesse Eugénie dans l'Europe des princes et des rois
|  |  |                                                               |                                                               |                                                               |                                                               | Charles-Étienne, Roi de Pologne ∞ Marie-Thérèse, Pcesse de Toscane | Charles-Étienne, Roi de Pologne ∞ Marie-Thérèse, Pcesse de Toscane | Charles-Étienne, Roi de Pologne ∞ Marie-Thérèse, Pcesse de Toscane | Charles-Étienne, Roi de Pologne ∞ Marie-Thérèse, Pcesse de Toscane | Charles-Étienne, Roi de Pologne ∞ Marie-Thérèse, Pcesse de Toscane | Charles-Étienne, Roi de Pologne ∞ Marie-Thérèse, Pcesse de Toscane |                                                 |                                                 |                                                 |                                                 |  |  |                                           |                                           | Roland, Pce Bonaparte ∞ Marie-Félix Blanc | Roland, Pce Bonaparte ∞ Marie-Félix Blanc | Roland, Pce Bonaparte ∞ Marie-Félix Blanc | Roland, Pce Bonaparte ∞ Marie-Félix Blanc | Roland, Pce Bonaparte ∞ Marie-Félix Blanc | Roland, Pce Bonaparte ∞ Marie-Félix Blanc |                                                                |                                                                |                                                                |                                                                |                                                                |                                                                |                       |                       |                                                          |                                                          |                                                          |                                                          | Georges Ier, Roi des Hellènes ∞ Olga, Gde-Dsse de Russie | Georges Ier, Roi des Hellènes ∞ Olga, Gde-Dsse de Russie | Georges Ier, Roi des Hellènes ∞ Olga, Gde-Dsse de Russie | Georges Ier, Roi des Hellènes ∞ Olga, Gde-Dsse de Russie | Georges Ier, Roi des Hellènes ∞ Olga, Gde-Dsse de Russie         | Georges Ier, Roi des Hellènes ∞ Olga, Gde-Dsse de Russie         |                                                                  |                                                                  |                                                                  |                                                                  |  |  |                                                              |                                                              |                                                              |                                                              |                                                              |                                                              |  |  |  |  |  |  |  |  |  |  |  |  |  |  |  |  |  |  |  |  |
|  |  |                                                               |                                                               |                                                               |                                                               | Charles-Étienne, Roi de Pologne ∞ Marie-Thérèse, Pcesse de Toscane | Charles-Étienne, Roi de Pologne ∞ Marie-Thérèse, Pcesse de Toscane | Charles-Étienne, Roi de Pologne ∞ Marie-Thérèse, Pcesse de Toscane | Charles-Étienne, Roi de Pologne ∞ Marie-Thérèse, Pcesse de Toscane | Charles-Étienne, Roi de Pologne ∞ Marie-Thérèse, Pcesse de Toscane | Charles-Étienne, Roi de Pologne ∞ Marie-Thérèse, Pcesse de Toscane |                                                 |                                                 |                                                 |                                                 |  |  |                                           |                                           | Roland, Pce Bonaparte ∞ Marie-Félix Blanc | Roland, Pce Bonaparte ∞ Marie-Félix Blanc | Roland, Pce Bonaparte ∞ Marie-Félix Blanc | Roland, Pce Bonaparte ∞ Marie-Félix Blanc | Roland, Pce Bonaparte ∞ Marie-Félix Blanc | Roland, Pce Bonaparte ∞ Marie-Félix Blanc |                                                                |                                                                |                                                                |                                                                |                                                                |                                                                |                       |                       |                                                          |                                                          |                                                          |                                                          | Georges Ier, Roi des Hellènes ∞ Olga, Gde-Dsse de Russie | Georges Ier, Roi des Hellènes ∞ Olga, Gde-Dsse de Russie | Georges Ier, Roi des Hellènes ∞ Olga, Gde-Dsse de Russie | Georges Ier, Roi des Hellènes ∞ Olga, Gde-Dsse de Russie | Georges Ier, Roi des Hellènes ∞ Olga, Gde-Dsse de Russie         | Georges Ier, Roi des Hellènes ∞ Olga, Gde-Dsse de Russie         |                                                                  |                                                                  |                                                                  |                                                                  |  |  |                                                              |                                                              |                                                              |                                                              |                                                              |                                                              |  |  |  |  |  |  |  |  |  |  |  |  |  |  |  |  |  |  |  |  |
|  |  |                                                               |                                                               |                                                               |                                                               |                                                                    |                                                                    |                                                                    |                                                                    |                                                                    |                                                                    |                                                 |                                                 |                                                 |                                                 |  |  |                                           |                                           |                                           |                                           |                                           |                                           |                                           |                                           |                                                                |                                                                |                                                                |                                                                |                                                                |                                                                |                       |                       |                                                          |                                                          |                                                          |                                                          |                                                          |                                                          |                                                          |                                                          |                                                                  |                                                                  |                                                                  |                                                                  |                                                                  |                                                                  |  |  |                                                              |                                                              |                                                              |                                                              |                                                              |                                                              |  |  |  |  |  |  |  |  |  |  |  |  |  |  |  |  |  |  |  |  |
|  |  | Charles-Albert, Aduc d'Autriche ∞ Alice Ankarcrona (en)       | Charles-Albert, Aduc d'Autriche ∞ Alice Ankarcrona (en)       | Charles-Albert, Aduc d'Autriche ∞ Alice Ankarcrona (en)       | Charles-Albert, Aduc d'Autriche ∞ Alice Ankarcrona (en)       | Charles-Albert, Aduc d'Autriche ∞ Alice Ankarcrona (en)            | Charles-Albert, Aduc d'Autriche ∞ Alice Ankarcrona (en)            |                                                                    |                                                                    | Renée, Adsse d'Autriche ∞ Jérôme, Pce Radziwill                    | Renée, Adsse d'Autriche ∞ Jérôme, Pce Radziwill                    | Renée, Adsse d'Autriche ∞ Jérôme, Pce Radziwill | Renée, Adsse d'Autriche ∞ Jérôme, Pce Radziwill | Renée, Adsse d'Autriche ∞ Jérôme, Pce Radziwill | Renée, Adsse d'Autriche ∞ Jérôme, Pce Radziwill |  |  |                                           |                                           | Marie, Pcesse Bonaparte                   | Marie, Pcesse Bonaparte                   | Marie, Pcesse Bonaparte                   | Marie, Pcesse Bonaparte                   | Marie, Pcesse Bonaparte                   | Marie, Pcesse Bonaparte                   |                                                                |                                                                | Georges, Pce de Grèce                                          | Georges, Pce de Grèce                                          | Georges, Pce de Grèce                                          | Georges, Pce de Grèce                                          | Georges, Pce de Grèce | Georges, Pce de Grèce |                                                          |                                                          |                                                          |                                                          |                                                          |                                                          |                                                          |                                                          | Constantin Ier, Roi des Hellènes ∞ Sophie, Pcesse de Prusse      | Constantin Ier, Roi des Hellènes ∞ Sophie, Pcesse de Prusse      | Constantin Ier, Roi des Hellènes ∞ Sophie, Pcesse de Prusse      | Constantin Ier, Roi des Hellènes ∞ Sophie, Pcesse de Prusse      | Constantin Ier, Roi des Hellènes ∞ Sophie, Pcesse de Prusse      | Constantin Ier, Roi des Hellènes ∞ Sophie, Pcesse de Prusse      |  |  | André, Pce de Grèce ∞ Alice, Pcesse de Battenberg            | André, Pce de Grèce ∞ Alice, Pcesse de Battenberg            | André, Pce de Grèce ∞ Alice, Pcesse de Battenberg            | André, Pce de Grèce ∞ Alice, Pcesse de Battenberg            | André, Pce de Grèce ∞ Alice, Pcesse de Battenberg            | André, Pce de Grèce ∞ Alice, Pcesse de Battenberg            |  |  |  |  |  |  |  |  |  |  |  |  |  |  |  |  |  |  |  |  |
|  |  | Charles-Albert, Aduc d'Autriche ∞ Alice Ankarcrona (en)       | Charles-Albert, Aduc d'Autriche ∞ Alice Ankarcrona (en)       | Charles-Albert, Aduc d'Autriche ∞ Alice Ankarcrona (en)       | Charles-Albert, Aduc d'Autriche ∞ Alice Ankarcrona (en)       | Charles-Albert, Aduc d'Autriche ∞ Alice Ankarcrona (en)            | Charles-Albert, Aduc d'Autriche ∞ Alice Ankarcrona (en)            |                                                                    |                                                                    | Renée, Adsse d'Autriche ∞ Jérôme, Pce Radziwill                    | Renée, Adsse d'Autriche ∞ Jérôme, Pce Radziwill                    | Renée, Adsse d'Autriche ∞ Jérôme, Pce Radziwill | Renée, Adsse d'Autriche ∞ Jérôme, Pce Radziwill | Renée, Adsse d'Autriche ∞ Jérôme, Pce Radziwill | Renée, Adsse d'Autriche ∞ Jérôme, Pce Radziwill |  |  |                                           |                                           | Marie, Pcesse Bonaparte                   | Marie, Pcesse Bonaparte                   | Marie, Pcesse Bonaparte                   | Marie, Pcesse Bonaparte                   | Marie, Pcesse Bonaparte                   | Marie, Pcesse Bonaparte                   |                                                                |                                                                | Georges, Pce de Grèce                                          | Georges, Pce de Grèce                                          | Georges, Pce de Grèce                                          | Georges, Pce de Grèce                                          | Georges, Pce de Grèce | Georges, Pce de Grèce |                                                          |                                                          |                                                          |                                                          |                                                          |                                                          |                                                          |                                                          | Constantin Ier, Roi des Hellènes ∞ Sophie, Pcesse de Prusse      | Constantin Ier, Roi des Hellènes ∞ Sophie, Pcesse de Prusse      | Constantin Ier, Roi des Hellènes ∞ Sophie, Pcesse de Prusse      | Constantin Ier, Roi des Hellènes ∞ Sophie, Pcesse de Prusse      | Constantin Ier, Roi des Hellènes ∞ Sophie, Pcesse de Prusse      | Constantin Ier, Roi des Hellènes ∞ Sophie, Pcesse de Prusse      |  |  | André, Pce de Grèce ∞ Alice, Pcesse de Battenberg            | André, Pce de Grèce ∞ Alice, Pcesse de Battenberg            | André, Pce de Grèce ∞ Alice, Pcesse de Battenberg            | André, Pce de Grèce ∞ Alice, Pcesse de Battenberg            | André, Pce de Grèce ∞ Alice, Pcesse de Battenberg            | André, Pce de Grèce ∞ Alice, Pcesse de Battenberg            |  |  |  |  |  |  |  |  |  |  |  |  |  |  |  |  |  |  |  |  |
|  |  |                                                               |                                                               |                                                               |                                                               |                                                                    |                                                                    |                                                                    |                                                                    |                                                                    |                                                                    |                                                 |                                                 |                                                 |                                                 |  |  |                                           |                                           |                                           |                                           |                                           |                                           |                                           |                                           |                                                                |                                                                |                                                                |                                                                |                                                                |                                                                |                       |                       |                                                          |                                                          |                                                          |                                                          |                                                          |                                                          |                                                          |                                                          |                                                                  |                                                                  |                                                                  |                                                                  |                                                                  |                                                                  |  |  |                                                              |                                                              |                                                              |                                                              |                                                              |                                                              |  |  |  |  |  |  |  |  |  |  |  |  |  |  |  |  |  |  |  |  |
|  |  |                                                               |                                                               |                                                               |                                                               |                                                                    |                                                                    |                                                                    |                                                                    |                                                                    |                                                                    |                                                 |                                                 |                                                 |                                                 |  |  |                                           |                                           |                                           |                                           |                                           |                                           |                                           |                                           |                                                                |                                                                |                                                                |                                                                |                                                                |                                                                |                       |                       |                                                          |                                                          |                                                          |                                                          |                                                          |                                                          |                                                          |                                                          |                                                                  |                                                                  |                                                                  |                                                                  |                                                                  |                                                                  |  |  |                                                              |                                                              |                                                              |                                                              |                                                              |                                                              |  |  |  |  |  |  |  |  |  |  |  |  |  |  |  |  |  |  |  |  |
|  |  | Charles-Étienne, Pce d'Altenbourg ∞ Marie-Louise af Petersens | Charles-Étienne, Pce d'Altenbourg ∞ Marie-Louise af Petersens | Charles-Étienne, Pce d'Altenbourg ∞ Marie-Louise af Petersens | Charles-Étienne, Pce d'Altenbourg ∞ Marie-Louise af Petersens | Charles-Étienne, Pce d'Altenbourg ∞ Marie-Louise af Petersens      | Charles-Étienne, Pce d'Altenbourg ∞ Marie-Louise af Petersens      |                                                                    |                                                                    | Dominique, Pce Radziwill                                           | Dominique, Pce Radziwill                                           | Dominique, Pce Radziwill                        | Dominique, Pce Radziwill                        | Dominique, Pce Radziwill                        | Dominique, Pce Radziwill                        |  |  | Eugénie, Pcesse de Grèce                  | Eugénie, Pcesse de Grèce                  | Eugénie, Pcesse de Grèce                  | Eugénie, Pcesse de Grèce                  | Eugénie, Pcesse de Grèce                  | Eugénie, Pcesse de Grèce                  |                                           |                                           | Raymond, Pce de Tour et Taxis                                  | Raymond, Pce de Tour et Taxis                                  | Raymond, Pce de Tour et Taxis                                  | Raymond, Pce de Tour et Taxis                                  | Raymond, Pce de Tour et Taxis                                  | Raymond, Pce de Tour et Taxis                                  |                       |                       | Pierre, Pce de Grèce ∞ Irène Ovtchinnikova               | Pierre, Pce de Grèce ∞ Irène Ovtchinnikova               | Pierre, Pce de Grèce ∞ Irène Ovtchinnikova               | Pierre, Pce de Grèce ∞ Irène Ovtchinnikova               | Pierre, Pce de Grèce ∞ Irène Ovtchinnikova               | Pierre, Pce de Grèce ∞ Irène Ovtchinnikova               |                                                          |                                                          | Paul Ier, Roi des Hellènes ∞ Frederika, Pcesse de Hanovre        | Paul Ier, Roi des Hellènes ∞ Frederika, Pcesse de Hanovre        | Paul Ier, Roi des Hellènes ∞ Frederika, Pcesse de Hanovre        | Paul Ier, Roi des Hellènes ∞ Frederika, Pcesse de Hanovre        | Paul Ier, Roi des Hellènes ∞ Frederika, Pcesse de Hanovre        | Paul Ier, Roi des Hellènes ∞ Frederika, Pcesse de Hanovre        |  |  | Philip, Duc d'Édimbourg ∞ Élisabeth II, Reine du Royaume-Uni | Philip, Duc d'Édimbourg ∞ Élisabeth II, Reine du Royaume-Uni | Philip, Duc d'Édimbourg ∞ Élisabeth II, Reine du Royaume-Uni | Philip, Duc d'Édimbourg ∞ Élisabeth II, Reine du Royaume-Uni | Philip, Duc d'Édimbourg ∞ Élisabeth II, Reine du Royaume-Uni | Philip, Duc d'Édimbourg ∞ Élisabeth II, Reine du Royaume-Uni |  |  |  |  |  |  |  |  |  |  |  |  |  |  |  |  |  |  |  |  |
|  |  | Charles-Étienne, Pce d'Altenbourg ∞ Marie-Louise af Petersens | Charles-Étienne, Pce d'Altenbourg ∞ Marie-Louise af Petersens | Charles-Étienne, Pce d'Altenbourg ∞ Marie-Louise af Petersens | Charles-Étienne, Pce d'Altenbourg ∞ Marie-Louise af Petersens | Charles-Étienne, Pce d'Altenbourg ∞ Marie-Louise af Petersens      | Charles-Étienne, Pce d'Altenbourg ∞ Marie-Louise af Petersens      |                                                                    |                                                                    | Dominique, Pce Radziwill                                           | Dominique, Pce Radziwill                                           | Dominique, Pce Radziwill                        | Dominique, Pce Radziwill                        | Dominique, Pce Radziwill                        | Dominique, Pce Radziwill                        |  |  | Eugénie, Pcesse de Grèce                  | Eugénie, Pcesse de Grèce                  | Eugénie, Pcesse de Grèce                  | Eugénie, Pcesse de Grèce                  | Eugénie, Pcesse de Grèce                  | Eugénie, Pcesse de Grèce                  |                                           |                                           | Raymond, Pce de Tour et Taxis                                  | Raymond, Pce de Tour et Taxis                                  | Raymond, Pce de Tour et Taxis                                  | Raymond, Pce de Tour et Taxis                                  | Raymond, Pce de Tour et Taxis                                  | Raymond, Pce de Tour et Taxis                                  |                       |                       | Pierre, Pce de Grèce ∞ Irène Ovtchinnikova               | Pierre, Pce de Grèce ∞ Irène Ovtchinnikova               | Pierre, Pce de Grèce ∞ Irène Ovtchinnikova               | Pierre, Pce de Grèce ∞ Irène Ovtchinnikova               | Pierre, Pce de Grèce ∞ Irène Ovtchinnikova               | Pierre, Pce de Grèce ∞ Irène Ovtchinnikova               |                                                          |                                                          | Paul Ier, Roi des Hellènes ∞ Frederika, Pcesse de Hanovre        | Paul Ier, Roi des Hellènes ∞ Frederika, Pcesse de Hanovre        | Paul Ier, Roi des Hellènes ∞ Frederika, Pcesse de Hanovre        | Paul Ier, Roi des Hellènes ∞ Frederika, Pcesse de Hanovre        | Paul Ier, Roi des Hellènes ∞ Frederika, Pcesse de Hanovre        | Paul Ier, Roi des Hellènes ∞ Frederika, Pcesse de Hanovre        |  |  | Philip, Duc d'Édimbourg ∞ Élisabeth II, Reine du Royaume-Uni | Philip, Duc d'Édimbourg ∞ Élisabeth II, Reine du Royaume-Uni | Philip, Duc d'Édimbourg ∞ Élisabeth II, Reine du Royaume-Uni | Philip, Duc d'Édimbourg ∞ Élisabeth II, Reine du Royaume-Uni | Philip, Duc d'Édimbourg ∞ Élisabeth II, Reine du Royaume-Uni | Philip, Duc d'Édimbourg ∞ Élisabeth II, Reine du Royaume-Uni |  |  |  |  |  |  |  |  |  |  |  |  |  |  |  |  |  |  |  |  |
|  |  |                                                               |                                                               |                                                               |                                                               |                                                                    |                                                                    |                                                                    |                                                                    |                                                                    |                                                                    |                                                 |                                                 |                                                 |                                                 |  |  |                                           |                                           |                                           |                                           |                                           |                                           |                                           |                                           |                                                                |                                                                |                                                                |                                                                |                                                                |                                                                |                       |                       |                                                          |                                                          |                                                          |                                                          |                                                          |                                                          |                                                          |                                                          |                                                                  |                                                                  |                                                                  |                                                                  |                                                                  |                                                                  |  |  |                                                              |                                                              |                                                              |                                                              |                                                              |                                                              |  |  |  |  |  |  |  |  |  |  |  |  |  |  |  |  |  |  |  |  |
|  |  |                                                               |                                                               |                                                               |                                                               |                                                                    |                                                                    |                                                                    |                                                                    |                                                                    |                                                                    |                                                 |                                                 |                                                 |                                                 |  |  |                                           |                                           |                                           |                                           |                                           |                                           |                                           |                                           |                                                                |                                                                |                                                                |                                                                |                                                                |                                                                |                       |                       |                                                          |                                                          |                                                          |                                                          |                                                          |                                                          |                                                          |                                                          |                                                                  |                                                                  |                                                                  |                                                                  |                                                                  |                                                                  |  |  |                                                              |                                                              |                                                              |                                                              |                                                              |                                                              |  |  |  |  |  |  |  |  |  |  |  |  |  |  |  |  |  |  |  |  |
|  |  | Marie-Christine, Pcesse d'Altenbourg                          | Marie-Christine, Pcesse d'Altenbourg                          | Marie-Christine, Pcesse d'Altenbourg                          | Marie-Christine, Pcesse d'Altenbourg                          | Marie-Christine, Pcesse d'Altenbourg                               | Marie-Christine, Pcesse d'Altenbourg                               |                                                                    |                                                                    | Tatiana, Pcesse Radziwill ∞ Jean-Henri Fruchaud                    | Tatiana, Pcesse Radziwill ∞ Jean-Henri Fruchaud                    | Tatiana, Pcesse Radziwill ∞ Jean-Henri Fruchaud | Tatiana, Pcesse Radziwill ∞ Jean-Henri Fruchaud | Tatiana, Pcesse Radziwill ∞ Jean-Henri Fruchaud | Tatiana, Pcesse Radziwill ∞ Jean-Henri Fruchaud |  |  | Georges, Pce Radziwill ∞ Françoise Lageat | Georges, Pce Radziwill ∞ Françoise Lageat | Georges, Pce Radziwill ∞ Françoise Lageat | Georges, Pce Radziwill ∞ Françoise Lageat | Georges, Pce Radziwill ∞ Françoise Lageat | Georges, Pce Radziwill ∞ Françoise Lageat |                                           |                                           | Charles-Alexandre (en), Pce de Tour et Taxis ∞ Véronique Lantz | Charles-Alexandre (en), Pce de Tour et Taxis ∞ Véronique Lantz | Charles-Alexandre (en), Pce de Tour et Taxis ∞ Véronique Lantz | Charles-Alexandre (en), Pce de Tour et Taxis ∞ Véronique Lantz | Charles-Alexandre (en), Pce de Tour et Taxis ∞ Véronique Lantz | Charles-Alexandre (en), Pce de Tour et Taxis ∞ Véronique Lantz |                       |                       | Sophie, Pcesse de Grèce ∞ Juan Carlos Ier, Roi d'Espagne | Sophie, Pcesse de Grèce ∞ Juan Carlos Ier, Roi d'Espagne | Sophie, Pcesse de Grèce ∞ Juan Carlos Ier, Roi d'Espagne | Sophie, Pcesse de Grèce ∞ Juan Carlos Ier, Roi d'Espagne | Sophie, Pcesse de Grèce ∞ Juan Carlos Ier, Roi d'Espagne | Sophie, Pcesse de Grèce ∞ Juan Carlos Ier, Roi d'Espagne |                                                          |                                                          | Constantin II, Roi des Hellènes ∞ Anne-Marie, Pcesse de Danemark | Constantin II, Roi des Hellènes ∞ Anne-Marie, Pcesse de Danemark | Constantin II, Roi des Hellènes ∞ Anne-Marie, Pcesse de Danemark | Constantin II, Roi des Hellènes ∞ Anne-Marie, Pcesse de Danemark | Constantin II, Roi des Hellènes ∞ Anne-Marie, Pcesse de Danemark | Constantin II, Roi des Hellènes ∞ Anne-Marie, Pcesse de Danemark |  |  | Charles III, Roi du Royaume-Uni ∞ Lady Diana Spencer         | Charles III, Roi du Royaume-Uni ∞ Lady Diana Spencer         | Charles III, Roi du Royaume-Uni ∞ Lady Diana Spencer         | Charles III, Roi du Royaume-Uni ∞ Lady Diana Spencer         | Charles III, Roi du Royaume-Uni ∞ Lady Diana Spencer         | Charles III, Roi du Royaume-Uni ∞ Lady Diana Spencer         |  |  |  |  |  |  |  |  |  |  |  |  |  |  |  |  |  |  |  |  |

### Publications de la princesse Eugénie
La princesse est la traductrice, en anglais, d’un ouvrage de sa mère :
- (en) Marie Bonaparte, Topsy : The Story of a Golden-Haired Chow, Londres, Pushkin press, 1940.

Elle est aussi l'auteure de deux biographies, consacrées à des membres de sa famille :
- (fr) Eugénie de Grèce, Pierre-Napoléon Bonaparte, Paris, Hachette, 1963 (ASIN B0014WLARK).
- (fr) Eugénie de Grèce, Le Tsarévitch : enfant martyr, Paris, Perrin, 1990, 339 p. (ISBN 2-262-00759-4).

Elle a par ailleurs collaboré à des mélanges publiés en l'honneur de son frère :
- (fr + en) Princesse Eugénie de Grèce, « Te souvient-il ? / Do you remember? », dans Mogens Mugge Hansen, Venner af Prins Peter / Friends of Prince Peter / Les amis du Prince Pierre, Copenhague, Mogens Mugge Hansen og Lindhardt og Ringhof Forlag, 1978 (ISBN 9788711588055), p. 155-158.

### Sur la princesse Eugénie
- (en) Arturo E. Beéche et Ilana D. Miller, « Chapter XXXV: The Wedding of Princess Eugenie of Greece and Prince Dominic Radziwill – Paris, France, 30 May 1938 », dans Royal Gatherings, 1914-1939, vol. 2, Eurohistory, 2015 (ISBN 0985460385).
- (en) Coryne Hall, « Little-Known Royals: Princess Eugenie of Greece and Denmark », Royalty Digest Quarterly, no 2,‎ 2018 (ISSN 1653-5219).

### Sur la famille royale de Grèce
- (fr) Célia Bertin, Marie Bonaparte, Paris, Perrin, 1999, 433 p. (ISBN 226201602X).
- (en) Arthur Stanley Gould Lee, The Royal House of Greece, Ward Lock, 1948 (lire en ligne) (ASIN B001MJUURG).
- (es) Ricardo Mateos Sáinz de Medrano, La Familia de la Reina Sofía : La Dinastía griega, la Casa de Hannover y los reales primos de Europa, Madrid, La Esfera de los Libros, 2004, 573 p. (ISBN 84-9734-195-3).
- (en) George Nicholas Tantzos, The Inheritors of Alexander the Great : An Illustrated History, Atlantic International Publications, 1987 (ISBN 093831100X).
- (en) John Van der Kiste, Kings of the Hellenes : The Greek Kings, 1863-1974, Sutton Publishing, 1994 (ISBN 0-7509-21471).

### Articles de presse
- (en) « Princess Eugenie of Greece a Bride - Married in Paris to the Polish Prince, Dominique Radziwill », The New York Times,‎ 31 mai 1938, p. 16 (lire en ligne).
- (fr) « La princesse Tatiana Radziwill évoque sa mère Eugénie de Grèce », Point de vue, Images du monde, no 2184,‎ 7 juin 1990 (ISSN 0750-0475).
- (en) « Obituary: Princess Eugenie of Greece », The Telegraph,‎ 8 mars 1989.

### Bases de données et dictionnaires
- Ressource relative à la littérature :   - Académie française (lauréats)
- Ressource relative aux beaux-arts :   - National Portrait Gallery
- Notices d'autorité :   - VIAF
  - ISNI
  - BnF (données)
  - IdRef
  - LCCN
  - GND
  - Pays-Bas
  - NUKAT
  - WorldCat

### Autres liens externes
- Régine Salens, « La descendance de la princesse Eugénie de Grèce », sur Noblesse & Royautés, 13 avril 2012 (consulté le 28 février 2019).
- Régine Salens, « Archives : baptême du prince Charles Alexandre, petit-fils de Georges et Marie de Grèce », sur Noblesse & Royautés, 2 avril 2018 (consulté le 28 février 2019).
- Régine Salens, « Archives : mariage de la princesse Tatiana Radziwill », sur Noblesse & Royautés, 13 février 2018 (consulté le 28 février 2019).
- Régine Salens, « Archives : Eugénie de Grèce », sur Noblesse & Royautés, 2 septembre 2024 (consulté le 2 septembre 2024).
- (en + el) Τέπη Πιστοφίδου, « Do you remember (Peter) ? », sur The Royal Chronicles,‎ 5 février 2015 (consulté le 7 avril 2019).